# Екатерина II. Закат Великой
«Екатерина II. Закат Великой» — российский короткометражный художественный фильм, снят в 2020 году по собственному сценарию юным режиссёром Андреем Арчаковым. На момент начала съемок фильма сценаристу и режиссёру было 13 лет.
Фильм рассказывает о последних годах жизни императрицы Екатерины Великой и о сложном выборе, который ей необходимо сделать, — кому передать престол России, своему сыну Павлу, с которым у неё крайне сложные отношения, или своему внуку Александру, в котором Екатерина видит возможного продолжателя своих дел, но такой шаг противоречил бы правилам престолонаследия.
В 2021—2023 гг. фильм «Екатерина II. Закат Великой» стал победителем 8 международных кинофестивалей и участником официального отбора 18 международных кинофестивалей.
Премьера фильма состоялась 23 августа 2022 года в московском кинотеатре «Формула кино».
В широкий кинопрокат фильм вышел 25 августа 2022 года эксклюзивно в сети кинотеатров «Формула кино» — «Синема парк» в 78 городах России.

## Особенности фильма
Главной художественностью ценностью фильма является взгляд 13-летнего режиссёра на жизнь императрицы Екатерины Великой — этот взгляд выражен через сценарий, режиссёрскую постановку, монтаж и музыкальные решения.
Отличительной чертой фильма является сама история его создания:
• молодой человек в 13 лет разработал идею, самостоятельно написал сценарий и либретто фильма;

• собрав профессиональную киногруппу, снял фильм как режиссёр;

• получил высокую оценку киноэкспертов на международных кинофестивалях и в федеральных СМИ;

• выпустил фильм в прокат на большие экраны в кинотеатры в 78 городах РФ;

• как писали в СМИ, факт создания 13-14-летним молодым человеком исторического художественного фильма, вышедшего в широкий прокат, сделал его одним из самых молодых кинорежиссёров России; данный  прецедент назван уникальным для мирового кинематографа.

## Сюжет фильма
1796 год. Екатерина правит Россией уже 34-й год, все чаще возвращаясь в воспоминаниях к своему любимому — рано погибшему князю Потёмкину. И предчувствуя свою скорую смерть, императрица понимает, что в государстве назревает очень серьёзная проблема. Её родной сын Павел, который по правилам престолонаследия должен возглавить державу, не любит свою мать, считает её виновной в смерти своего отца — императора Петра Фёдоровича, и намеревается, взойдя на трон, уничтожить всё, созданное ею.
Екатерине Алексеевне предстоит принять сложное решение, которое повлияет на будущее России. Объявить наследником своего любимого внука Александра Павловича, в котором она видит продолжателя своих дел, но тем самым разрушить жизнь Павла. Или же допустить пагубное для страны правление своего сына, перед которым Екатерина Алексеевна как мать чувствует свою вину.
Вокруг императрицы зреет заговор. Её терзают с одной стороны материнские чувства, с другой — долг императрицы выбрать лучшее будущее для своей страны.
Неожиданная встреча с монахом Авелем, который известен своими сбывшимися пророчествами, подталкивает Екатерину к принятию решения.

## В ролях
| Актёр                 | Роль                                   |
| --------------------- | -------------------------------------- |
| Ольга Лебедева        | Императрица Екатерина Великая          |
| Сергей Великоредчанин | Князь Григорий Потёмкин-Таврический    |
| Николай Лещуков       | Граф Александр Безбородко              |
| Вадим Гайдуковский    | Император Павел I во взрослом возрасте |
| Дмитрий Калихов       | Павел I в детском возрасте             |
| Александр Пойлов      | Император Александр I в юном возрасте  |
| Юрий Климов           | Монах Авель                            |
| Алина Коротенко       | Фрейлина Екатерины Великой             |
| Денис Котов           | Придворный лакей императрицы           |

## Съёмочная группа
- Андрей Арчаков — режиссёр, автор идеи, сценарист
- Андрей Иванов — оператор-постановщик
- Борис Кукоба — композитор
- Максим Войтов — композитор

## История создания

### Предыстория
В 2017 году 11-летний Андрей Арчаков, посмотрев турецкий сериал «Великолепный век: империя Кесем», решил, что когда вырастет и выучится на режиссёра, снимет свой фильм о каком-нибудь великом российском правителе или правительнице. Постепенно идея обрела черты Екатерины Великой, нашлась ранее четко не отображенная в кино идея для сюжета. Мальчик изучил всю историческую канву, связанную с жизнью императрицы, и намеревался снять о ней сериал.
В декабре 2019 года 13-летний Андрей Арчаков принял участие в конкурсе «Миллион на мечту» с идеей снять фильм про Екатерину Великую. Член жюри, глава компании Natura Siberica Андрей Трубников во время презентации вдохновился идеей Арчакова, назвав его «главной находкой своей жизни», и решил, не дожидаясь официального окончания конкурса, оказать финансовую поддержку идее.
В разгар пандемии COVID-19, летом 2020 года на предоставленный Трубниковым 1 миллион рублей Андрей Арчаков, собрав команду, договорившись об аренде музея-усадьбы «Кусково» в Москве и других локаций, преодолев огромное количество различного рода сопротивлений, о чём много рассказывали в прессе, снял свой фильм.
В феврале 2021 года Андрей Трубников неожиданно умер, что привело к серьёзным трудностям из-за не решённого вопроса дальнейшего коммерческого использования фильма. Однако фильм на кинофестивалях доказал свою художественную и смысловую ценность, и далее вышел на большие экраны. При этом решение вопроса со спонсором о формате коммерческого использования увеличило период выхода фильма в прокат на 7-8 месяцев.
За неделю до своей кончины, в феврале 2021 года Андрей Трубников написал в своем блоге в Инстаграмм: «Когда Андрей Арчаков вырастет и станет мировой знаменитостью, надеюсь, он вспомнит добрым словом и меня. Это мой вклад в будущее России и мира». Тогда же, зимой 2021 года Андрей Арчаков решил посвятить фильм «Екатерина II. Закат Великой» памяти Трубникова, о чём говорится в титрах.

### Музыкальное сопровождение
Андрей Арчаков использовал в своем фильме музыкальные произведения композитора Бориса Кукобы из документального фильма «Романовы», а также — композитора Максима Войтова из телевизионного документального фильма «Первая мировая», права на которые принадлежат компании «Стар Медиа». Проведя переговоры, Андрей Арчаков получил у правообладателя лицензию на использование этих композиций специально для фильма «Екатерина II. Закат Великой».
Осенью 2020 года в поисках главной музыкальной линии фильма Андрей Арчаков отобрал ряд композиций, написанных для фильма различными музыкантами, но ни одна мелодия не оказалась полностью устраивающей юного режиссёра режиссёра. Спустя несколько месяцев поисков той самой мелодической линии, Арчаков обратился к композитору Борису Кукобе, описав свои ожидания от музыки. В результате композитор за сутки придумал и записал новую композицию, которая в итоге и стала главным треком фильма «Екатерина II. Закат Великой». Работу композитора Андрей Арчаков оплатил из своих личных гонораров от озвучивания кино.
Музыкальные дополнения и шумы в фильме создал молодой композитор и фоли-артист Алексей Бредихин (Alex Gosh).

### Звуковой ряд
Ещё до старта съемок Арчаков решил, что обязательно сделает переозвучивание фильма в профессиональной звукозаписывающей студии.

### Соответствие эпохе
Консультантами фильма «Екатерина II. Закат Великой» выступили художник «Мосфильма» по гриму Людмила Раужина, известная ещё по своим работам с кинорежиссёром Андреем Тарковским, и художники-специалисты по историческому костюму Алена Лагарькова (Травкина) и Екатерина Барынина.
Режиссёр и продюсер отмечают, что готовых исторических платьев и париков, соответствующих моде в России конца XVIII века, летом 2020 года не нашлось ни на «Мосфильме», ни на одной из студий с реквизитом.

«Если для придворных, канцлера Безбородко и князя Потёмкина хорошие парики мы всё же нашли, то парик для императрицы никак не находился. А делать, как в сериале „Екатерина“, — показывать императрицу без парика, — я принципиально не хотел. В какой-то момент это стало чрезвычайным вопросом, на решение которого ушла не одна неделя», — Андрей Арчаков.

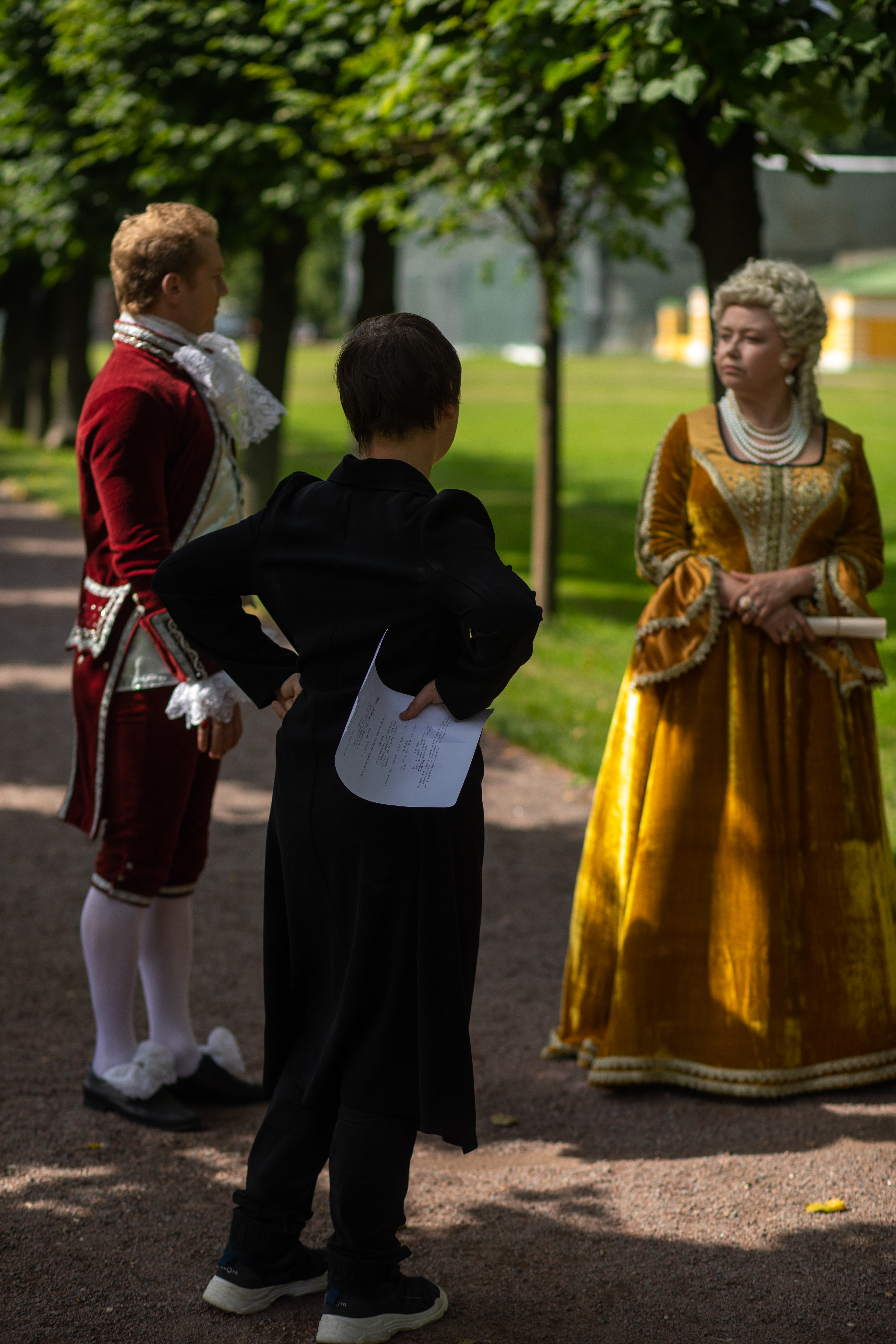
На фото: Будущий император Александр I (А.Пойлов), юный режиссёр Андрей Арчаков, императрица Екатерина Великая (О.Лебедева), — постановка сцены

Соответствующий эпохе и статусу царицы парик был случайно найден у художника по костюмам Людмилы Раужиной, которая когда-то ранее делала этот парик для другого исторического фильма и хранила его как эталонный образец парика императрицы XVIII века. Раужина предоставила парик для съемок бесплатно, но под особую ответственность юного режиссёра.
Единственный в своем роде парик императрицы транспортировался во время съемок в специальном герметичном сосуде и за его сохранность отвечал отдельный человек в команде.
Что касается исторических костюмов, то же — готового платья на царицу найти не удалось ни на одной из студий кино- и театрального реквизита. Шить новые платья (требовалось минимум 4) было дорого, бюджет фильма был ограничен миллионом. В итоге художник по историческому костюму Алена Лагарькова (Травкина) предложила нестандартное решение — сшить платья в формате два в одном: выворачиваешь платье наизнанку — получаешь другой фасон, цвет и узор. Два таких платья, которые «превращаются» в четыре платья, были сшиты Лагарьковой (Травкиной) специально под главную актрису фильма Ольгу Лебедеву.

### Выбор главной актрисы и кастинг
По словам режиссёра, желание пригласить в свой фильм на роль Екатерины Великой заслуженную артистку России, ведущую актрису театра «У Никитских ворот» Ольгу Лебедеву появилось у Андрея Арчакова задолго до подготовки съемок и даже задолго до конкурса, на котором Андрей и его спонсор нашли друг друга.
В 2018—2019 годах актриса проводила с 11-12-летним Андреем регулярные индивидуальные занятия по актёрскому мастерству. Андрей уже тогда мечтал снять полнометражный фильм или сериал о Екатерине II. Во время одного из таких занятий в 2019 году Андрей Арчаков «увидел» в харизматичной актрисе-педагоге свою будущую главную героиню-императрицу.

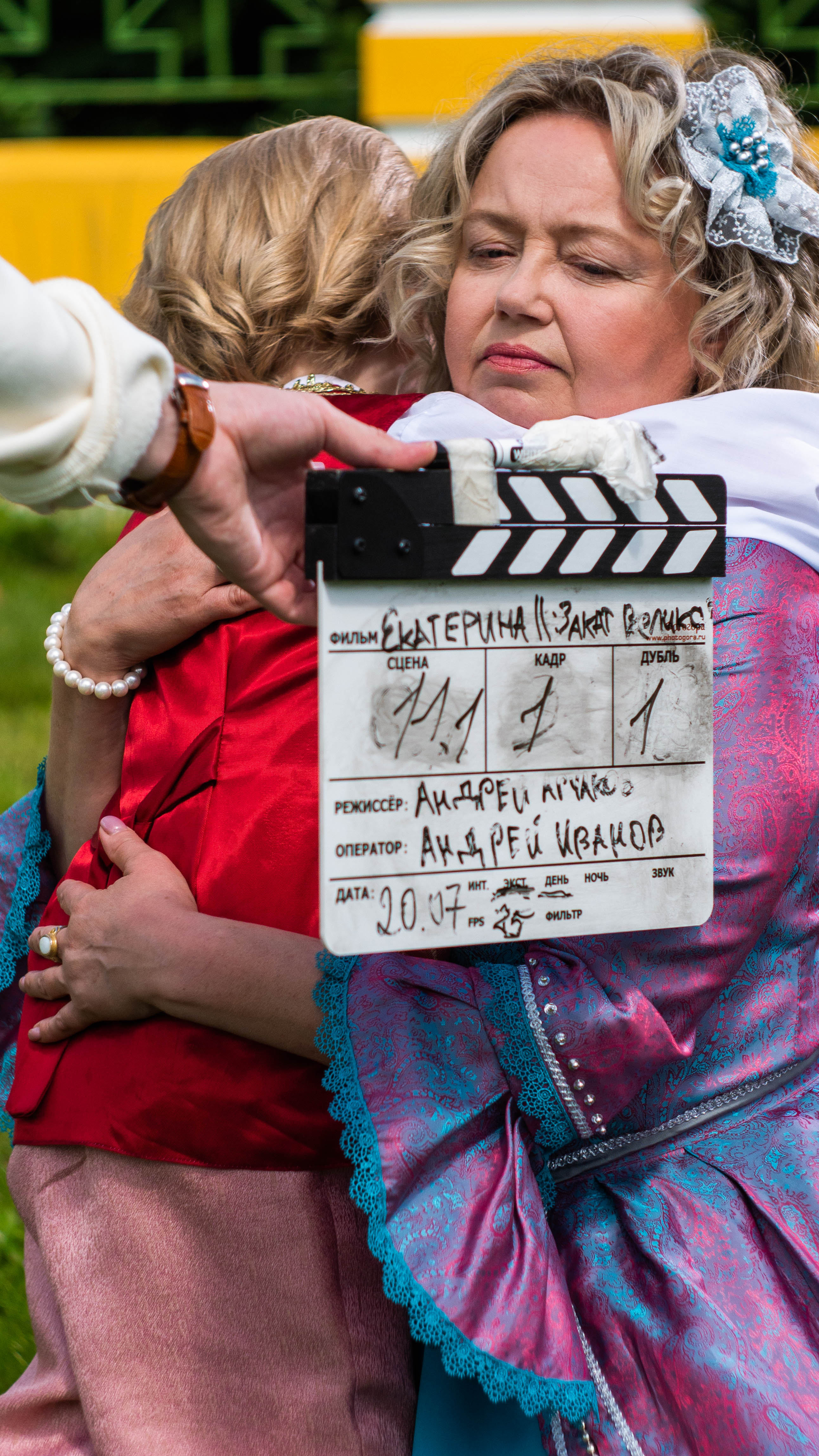
Императрица Екатерина Алексеевна с маленьким Павлом

По словам актрисы Ольги Лебедевой, предложение сыграть главную роль в фильме, который когда-нибудь снимет её ученик по актёрскому мастерству, актриса приняла, не очень-то веря в полноценную реализацию этой идеи. Впоследствии на творческих встречах со зрителями фильма Лебедева заявляла, что «не могла тогда себе представить, что у юного режиссёра всё получится, и это тот случай, когда ученик превзошел учителя».
Отборочный просмотр остальных актёров был проведён Арчаковым в марте-апреле 2020 г., финальный состав юный режиссёр утвердил в конце мая. Известные в России киноактеры Николай Лещуков, Сергей Великоредчанин, Юрий Климов согласились участвовать в фильме из интереса к необычному проекту и желания помочь исполниться мечте мальчика. Молодые актёры также приняли участие в съемках безвозмездно и отнеслись к проекту  серьёзно. Например, актёр Александр Пойлов, сыгравший молодого Александра I, накануне съёмок, специально отправился в Санкт-Петербург — вжиться в эпоху и в своего персонажа.

### Процесс съёмок
Фильм снимали в 5 локациях в Москве. Первоначальную идею — снимать во дворцах Санкт-Петербурга — юный режиссёр оставил по трем причинам:
- ограниченность бюджета;
- сложности транспортировки и размещения киногруппы в условиях ограничений из-за коронавируса;
- нашёлся вариант с подлинными (а не восстановленными, как в Зимнем и Царскосельском дворцах) интерьерами XVIII века — усадьба «Кусково» в Москве, которую в свое время неоднократно посещала Екатерина II.

В конце апреля 2020 года, за два месяца до начала съемок в Москве из-за начавшейся пандемии ввели ограничения на передвижения и нахождение в общественных местах. Усадьба «Кусково» с апреля по июль 2020 года была закрыта для посещения. С июля часть ограничений на передвижения  сняли, однако обычных посетителей все равно на территорию музея не пускали, благодаря чему у киногруппы был исключительный шанс проводить съемки в абсолютно пустых парке и помещениях.
И также ограничения из-за COVID-19 отчасти повлияли на решение руководства «Кусково» пустить съемочную группу, чтобы заработать на этом, так как у музея-усадьбы доходы от посетителей в тот момент сошли на нет.
В «Кусково» съемки проходили в Итальянском домике, во Дворце и в парке — 13 и 14 июля 2020 года. А 17 и 20 июля были задействованы другие локации — оранжерея Ботанического сада в Москве и студийный павильон.
Фильм «Екатерина II. Закат Великой» был полностью готов 5 апреля 2021 года. Прокатное удостоверение на фильм «Екатерина II. Закат Великой» было получено 16 августа 2021 г., Удостоверение национального фильма — 7 сентября 2021 г.

### Съёмки сцен в Кусково

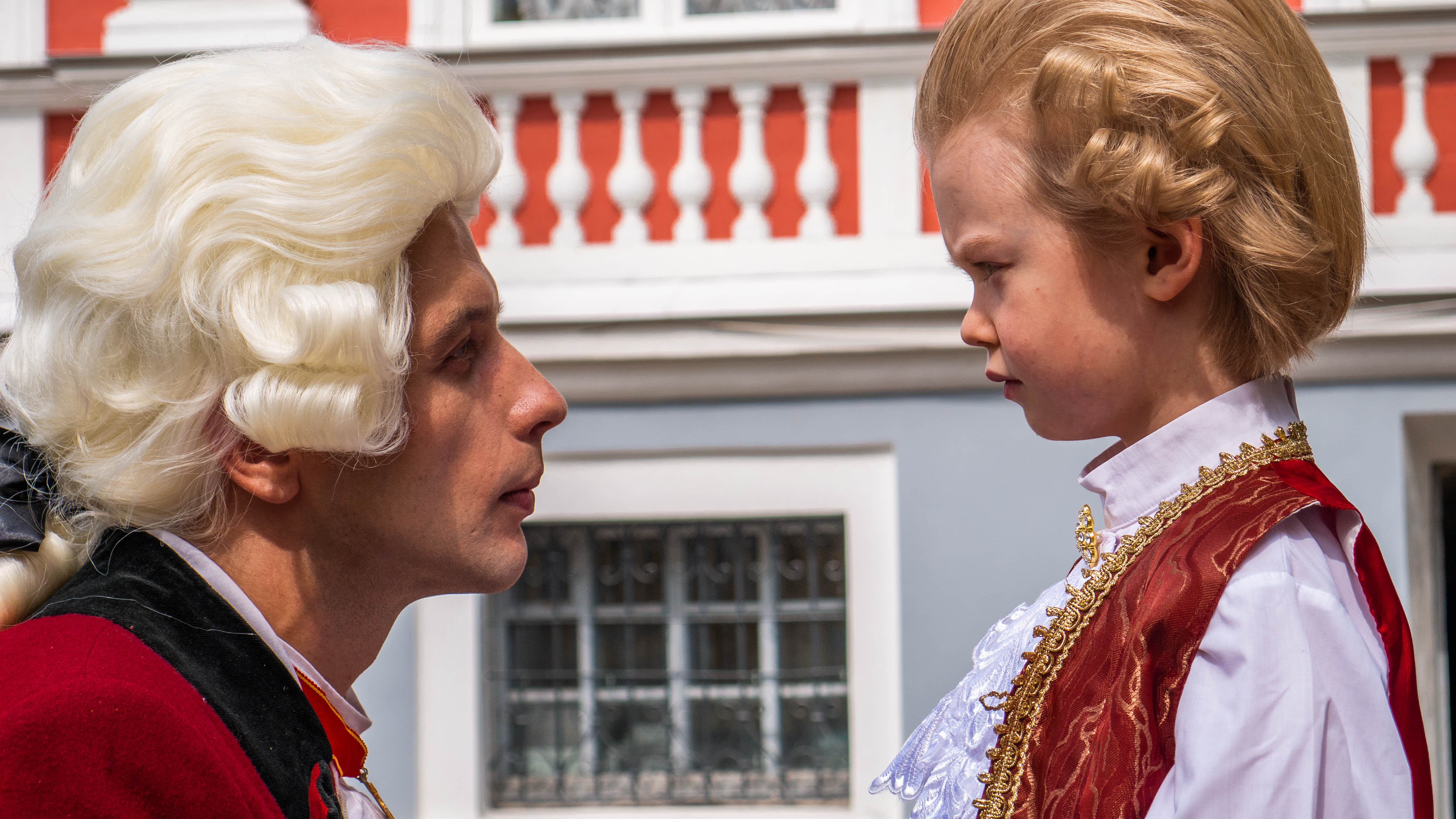
Павел I взрослый и Павел I юный на киноплощадке
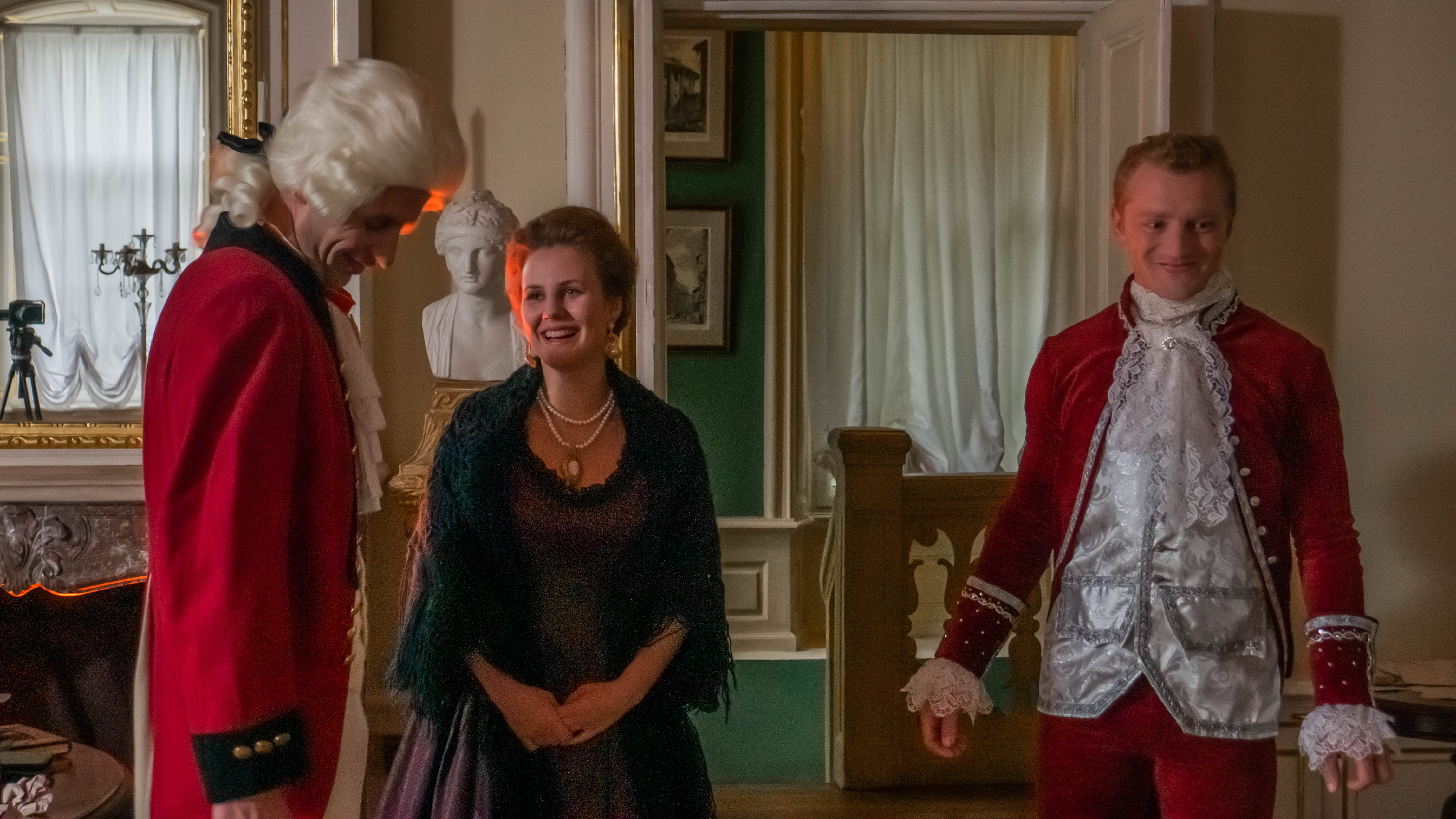
Император Павел I, фрейлина и наследник империи Александр I перед новым дублем

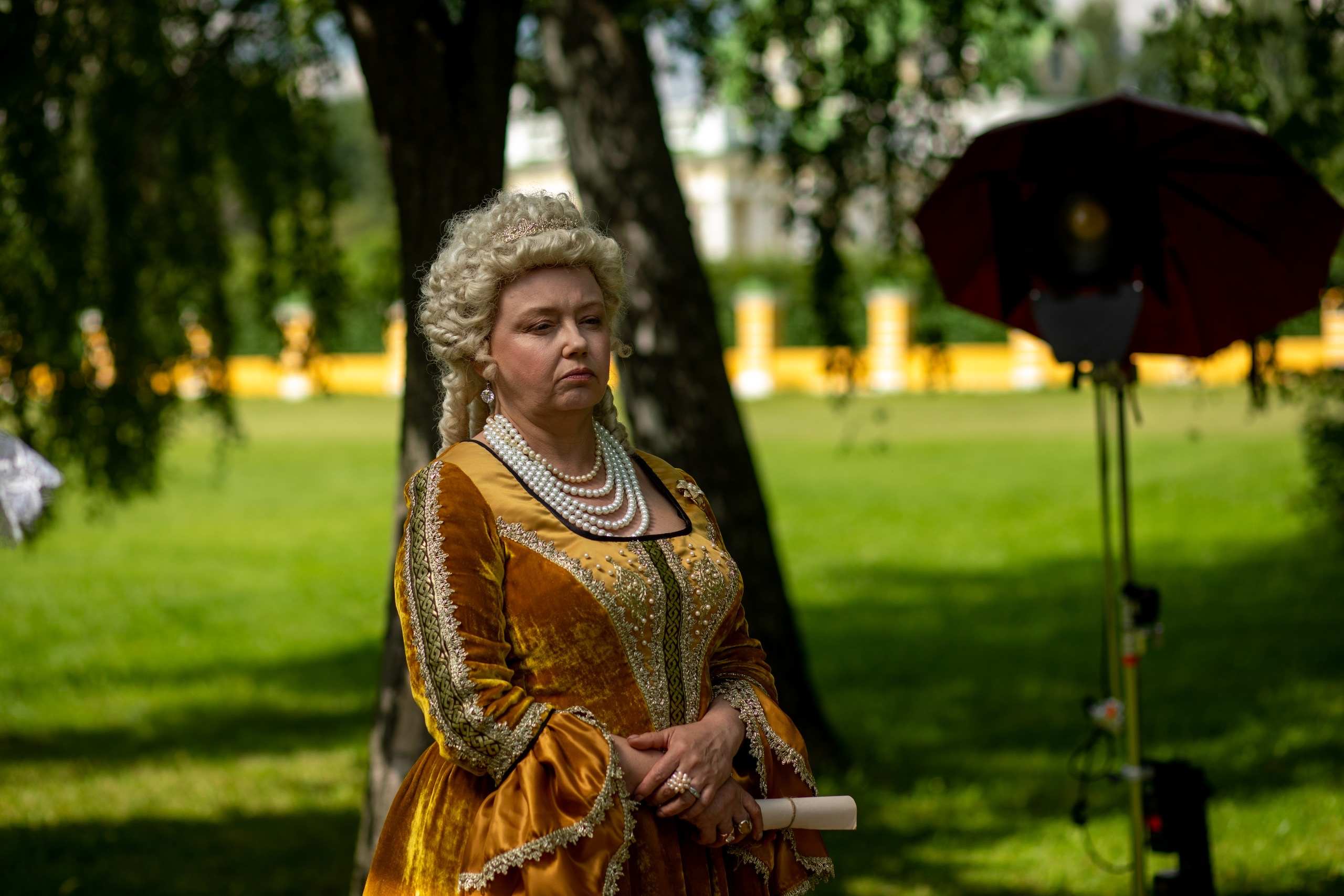
Императрица (Ольга Лебедева)  во время съемок эпизода в парке музея-усадьбы Кусково
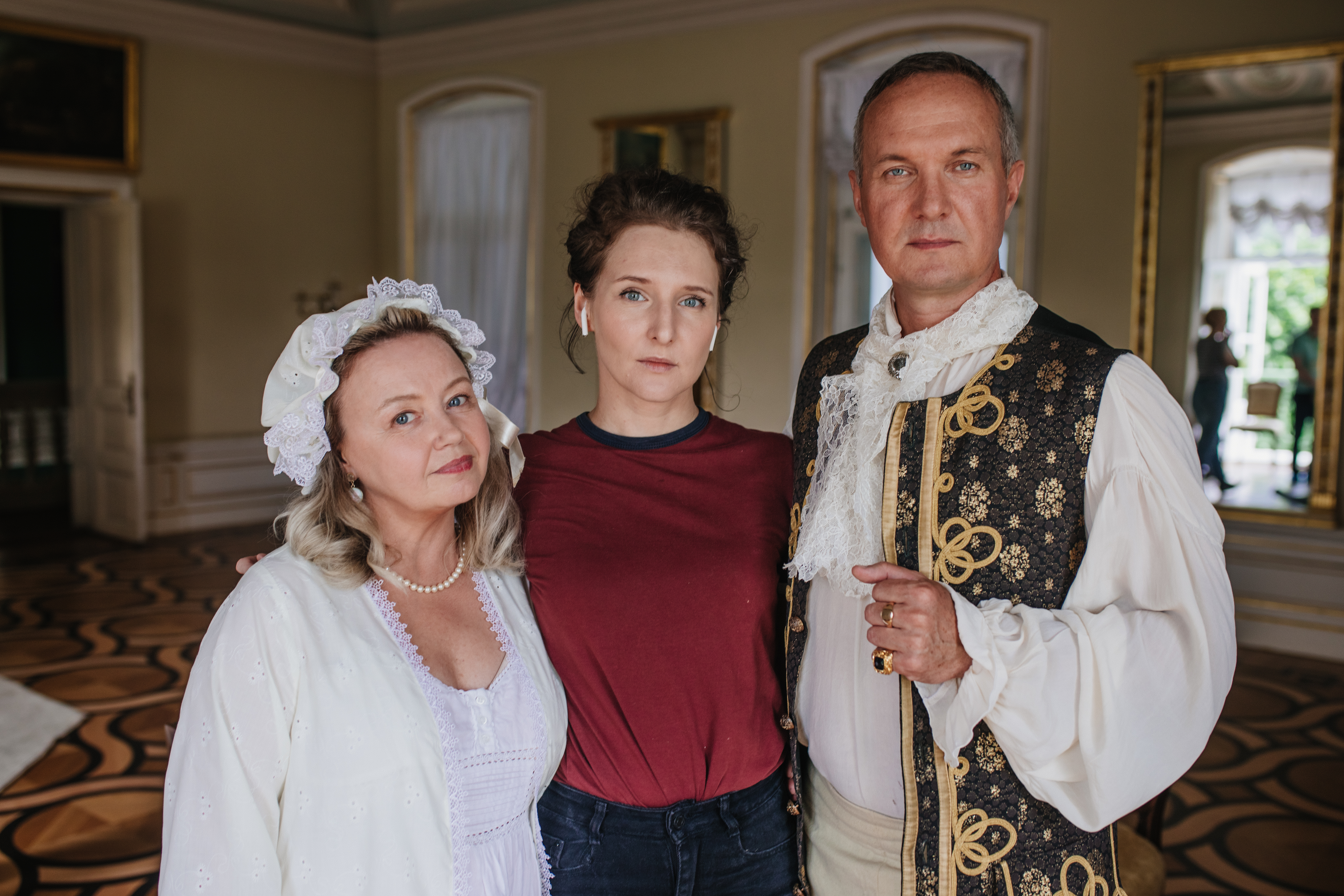
Императрица Екатерина II (Ольга Лебедева) и её возлюбленный князь Григорий Потемкин (С.Великоредчанин) вместе с художником по гриму перед съемками эпизода
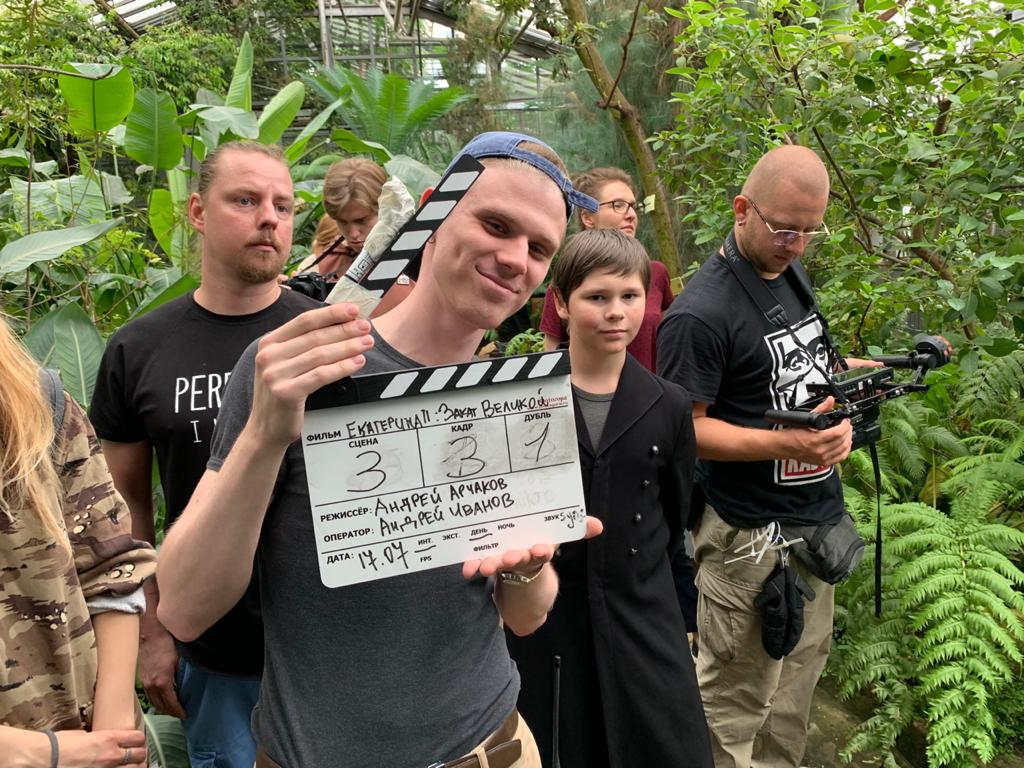
Часть киногруппы вместе с режиссёром Андреем Арчаковым после снятого эпизода в оранжерее Ботанического сада МГУ

## Награды и номинации
С 2021 по 2023 год фильм «Екатерина II. Закат Великой» стал участником международных кинофестивалей в России, Европе и США. Фильм получил 8 наград победителя в различных номинациях и стал участником официального отбора 18 международных кинофестивалей.
- 2021 — Лауреат Международного кинофестиваля короткометражных фильмов (Будапешт, Венгрия)[9].
- 2021 — «Лучший дебют» — Московский международный кинофестиваль MosFilmFest (Россия)[10].
- 2021 — «Лучший дебют» — Феодосийский международный кинофестиваль (Россия)[11].
- 2022 — «Лучший режиссёрский дебют», «Лучший исторический фильм» — Сочинский международный кинофестиваль (Россия)[12].
- 2022 — Лауреат Международного кинофестиваля Black Hills Film Festival (США)[13].
- 2022 — «Лучший молодой режиссёр Евразии» — Евразийский кинофестиваль ECG Film Festival, (Лондон, Великобритания)[14].
- 2022 — Лауреат Международного кинофестиваля Flathead lake international cinemafest 2022 (США).
- 2022 — «Лучший исторический фильм» — Международный кинофестиваль «Белые ночи» (Санкт-Петербург, Россия)[15].
- 2022 — «Лучший фильм внеконкурсной программы» — Международный кинофестиваль короткометражных фильмов «Мечта»[16] (Москва, Россия)[17]. (Фильм представлен вне конкурса, так как хронометраж фильма превышает 20 минут, установленный для короткометражек).
- 2022 — «Лучший исторический фильм» — Российско-Американский кинофестиваль «Мосты» — Bridges (РФ, Санкт-Петербург — США, Нью-Йорк)[18].
- 2023 — «Успешный дебют самого юного режиссёра российского кино» — X Международный кинофестиваль «Дворянский мир» (Москва, Россия)[19]

## Премьера и прокат фильма

### Премьера
В июле 2022 года крупнейшая в России объединённая сеть кинотеатров «Формула кино» — «Синема парк», присутствующая в 78 городах РФ, решила выпустить фильм «Екатерина II. Закат Великой» в широкий прокат. Премьера состоялась 23 августа 2022 в московском крупнейшем кинозале сети «Формула кино».
Билеты на кинопремьеру, включающую в себя также творческую встречу с режиссёром и его командой, были раскуплены в течение суток, однако заявки на посещение этого события продолжали поступать. Тогда руководство «Формулы кино» приняло решение открыть второй день премьеры, также с проведением творческой встречи гостей и зрителей с режиссёром и киногруппой. Таким образом, премьера прошла 23 и 24 августа 2022 г.
Среди гостей кинопремьеры оказались посол Тайваня в России г-н Кен Чжун Юн со своим пресс-атташе, а также представители Российско-Германской внешнеторговой палаты.
По просьбе российско-германского делового сообщества там же, в зале «Формулы кино» в Центральном детском магазине на Лубянке, 19 сентября 2022 года был организован специальный показ фильма и проведена творческая встреча под не официальным слоганом «Даже во времена, когда дипломатия не находит общего языка, искусство продолжает объединять людей и страны». Итогом «немецкого спецпоказа» стало ещё одно предложение к режиссёру — провести 19 ноября 2022 года новый показ фильма и встречу со зрителями (русскими немцами) во время «Недели кино российских немцев» в Российско-Немецком доме в Москве, что и было реализовано.

### Прокат
Официально прокат фильма в России стартовал 25 августа 2022 и прошёл эксклюзивно в кинотеатрах сети «Формула кино» — «Синема парк» в 78 городах России. Завершился прокат фильма в кинотеатрах 7 сентября 2022 г., но в некоторых городах фильм демонстрировали до начала октября.
С учётом того, что фильм в РФ маркируется как короткометражный, и выпуск короткого метра на большой экран является особым случаем для оффлайн-кинопроката, цена на билеты в период проката была намеренно снижена и составляла 230—273 рубля. По данным ЕАИС, общая сумма сборов по итогам двух недель проката составила 120676 рублей, состоялось 193 киносеанса.
```
  «Если бы я снял полный метр, точнее - будь у меня бюджет на полный метр, мой фильм собрал бы в кинозалах суммы другого порядка, даже несмотря на то, что в оффлайн-кинотеатры из-за ограничений пандемии и развития онлайн-кинотеатров стало ходить мало зрителей. В 2022 году на премьеры Голливуда в кинозалах было в среднем по 7 человек. Теперь большинство предпочитает кинозалам онлайн-кинотеатры. Я надеюсь, что мода ходить в кинотеатры вновь вернется». _ Андрей Арчаков
[
21
]
.
```

Выход фильма в онлайн-прокат изначально был запланирован на осень 2022, однако из-за длительного решения вопроса с коммерческим использованием фильма, задержка составила 8 месяцев. С декабря 2023 года фильм вышел в российских онлайн-кинотеатрах со средним рейтингом 5,3.